# Atractus gigas
Espèce
Atractus gigas  est une espèce de serpents de la famille des Dipsadidae.

## Répartition
Cette espèce est endémique de la province de Pichincha en Équateur. Elle se rencontre sur le versant pacifique de la cordillère Occidentale, entre 1 900 et 2 307 m d'altitude.

## Description
L'holotype de Atractus gigas, une femelle adulte, mesure environ 1 040 mm dont 124 mm pour la queue.

## Étymologie
Son nom d'espèce, du grec ancien γίγας, gígas, « géant», lui a été donné en référence à sa taille, les autres espèces du genre Atractus mesurant moins d'un mètre.

## Publication originale
- Myers & Schargel, 2006 : Morphological extremes - two new snakes of the genus Atractus from northwestern South America (Colubridae: Dipsadinae). American Museum Novitates, no 3532, p. 1-13 (texte intégral).